# Пропавшая девушка
«Пропавшая девушка» (англ. The Lost Girl) — роман Дэвида Герберта Лоуренса, впервые опубликованный в 1920 году. В тот же год роман получил премию имени Джеймса Тайта Блэка.
Создание романа, первые его 200 страниц, было начато в 1913 году; затем Лоуренс откладывал его до 1920 года.

## Сюжет
Альвина Хотон (Alvina Houghton), дочь овдовевшего торговца тканями из Мидлендса, достигает совершеннолетия в тот период, когда разваливается бизнес её отца. В отчаянной попытке вернуть себе удачу и для обеспечения надлежащего воспитания дочери, Джеймс Хотон покупает театр. Среди исполнителей — чувственный итальянец, который сразу же привлекает внимание Альвины. Девушка убегает с ним в Неаполь, меняя свой прежний безопасный мир на мир сексуальных желаний и свободы.

## Издания
- The Lost Girl (1920), edited by John Worthen, pub. Cambridge University Press, 1981, ISBN 0-521-22263-X.
- The Lost Girl, pub. New York: Thomas Seltzer, 1921. Online edition at Google Books. Snippet view, USA Only.